# Cockburnspath
Cockburnspath est un village dans les Scottish Borders, en Écosse.